# Mordella plagiata
Mordella plagiata is een keversoort uit de familie spartelkevers (Mordellidae). De wetenschappelijke naam van de soort is voor het eerst geldig gepubliceerd in 1849 door Carl Gustaf Mannerheim.